# بروس كانغوا
بروس كانغوا (بالإنجليزية: Bruce Kangwa)‏ هو لاعب كرة قدم زيمبابوي في مركز الوسط، ولد في 24 يوليو 1988 في زيمبابوي. لعب مع Highlanders F.C. ‏.

## وصلات خارجية
- بروس كانغوا على موقع قاعدة بيانات كرة القدم.إي يو (الإنجليزية)
- بروس كانغوا على موقع ناشيونال فوتبول تيمز (الإنجليزية)
- بروس كانغوا على موقع Soccerway.com (الإنجليزية)